# Ivankovo
Ivankovo è un comune della Croazia di 8 676 abitanti della Regione di Vukovar e della Sirmia.